# Az Elfen Lied epizódjainak listája
Ez a lista az Elfen Lied című anime epizódjainak listáját tartalmazza.

## Epizódlista
| #  | Epizód címe | Első japán sugárzás  | Első magyar sugárzás |
| -- | --- | -------------------- | -------------------- |
| 1  | Találkozás (邂逅 ~ BEGEGNUNG; Kaikó ~ BEGEGNUNG; Hepburn: Kaikō ~ BEGEGNUNG)                                       | 2004. július 25.     | 2020. április 23.    |
| 2  | Pusztítás (掃討 ~ VERNICHTUNG; Szótó ~ VERNICHTUNG; Hepburn: Sōtō ~ VERNICHTUNG)                                   | 2004. augusztus 1.   | 2020. április 30.    |
| 3  | Legbelül (胸裡 ~ IM INNERSTEN; Kjóri ~ IM INNERSTEN; Hepburn: Kyōri ~ IM INNERSTEN)                                | 2004. augusztus 8.   | 2020. május 7.       |
| 4  | Szemtől szembe (触撃 ~ AUFEINANDERTREFFEN; Sokugeki ~ AUFEINANDERTREFFEN; Hepburn: Shokugeki ~ AUFEINANDERTREFFEN) | 2004. augusztus 15.  | 2020. május 14.      |
| 5  | Befogadás (落掌 ~ EMPFANG; Rakusó ~ EMPFANG; Hepburn: Rakushō ~ EMPFANG)                                           | 2004. augusztus 22.  | 2020. május 21.      |
| 6  | Érzelmek (衷情 ~ HERZENSWÄRME; Csúdzsó ~ HERZENSWÄRME; Hepburn: Chūjō ~ HERZENSWÄRME)                              | 2004. augusztus 29.  | 2020. május 28.      |
| 7  | Viszontlátás (際会 ~ ZUFÄLLIGE BEGEGNUNG; Szaikai ~ ZUFÄLLIGE BEGEGNUNG; Hepburn: Saikai ~ ZUFÄLLIGE BEGEGNUNG)    | 2004. szeptember 5.  | 2020. június 4.      |
| 8  | Kezdet (嚆矢 ~ BEGINN; Kósi ~ BEGINN; Hepburn: Kōshi ~ BEGINN)                                                     | 2004. szeptember 12. | 2020. június 11.     |
| 9  | Visszaemlékezés (追憶 ~ SCHÖNE ERINNERUNG; Cuioku ~ SCHÖNE ERINNERUNG; Hepburn: Tsuioku ~ SCHÖNE ERINNERUNG)       | 2004. szeptember 19. | 2020. június 18.     |
| 10 | Csecsemő (嬰児 ~ SÄUGLING; Eidzsi ~ SÄUGLING; Hepburn: Eiji ~ SÄUGLING)                                            | 2004. szeptember 26. | 2020. június 25.     |
| 11 | Bonyodalom (錯綜 ~ VERMISCHUNG; Szakuszó ~ VERMISCHUNG; Hepburn: Sakusō ~ VERMISCHUNG)                             | 2004. október 3.     | 2020. július 9.      |
| 12 | Ingovány (泥濘 ~ TAUMELN; Deinei ~ TAUMELN)                                                                        | 2004. október 10.    | 2020. július 16.     |
| 13 | Megvilágosodás (不還 ~ ERLEUCHTUNG; Fugen ~ ERLEUCHTUNG)                                                           | 2004. október 17.    | 2020. július 23.     |

## OVA
| #    | Epizód címe | Első japán sugárzás | Első magyar sugárzás |
| ---- | --- | ------------------- | -------------------- |
| 10.5 | Hidegzuhany – Avagy, mit rejtenek Nana érzései? (通り雨にて 或いは、少女はいかにしてその心情に至ったか? ~ REGENSCHAUER; Tóriame ni te arui va, sódzso va ikani si te szono sindzsó ni itatta ka? ~ REGENSCHAUER; Hepburn: Tōriame ni te arui wa, shōjo wa ikani shi te sono shinjō ni itatta ka? ~ REGENSCHAUER) | 2005. április 21.   | 2020. július 2.      |